# Tandläkarhögskolan i Stockholm
Tandläkarhögskolan (THS) var fram till 1964 en självständig högskola i Stockholm för tandläkarutbildning. Den infogades därefter i Karolinska Institutet som en odontologisk fakultet.
Namnet "tandläkarhögskolan" är fortfarande en vanlig informell beteckning på samtliga tandläkarutbildningar/odontologiska fakulteter i Sverige, som förutom vid Karolinska Institutet finns vid Göteborgs universitet (Sahlgrenska akademin), Malmö universitet och vid Umeå universitet.

## Historik
Tandläkarhögskolan grundades 1898 i Stockholm under namnet Tandläkareinstitutet och var då en halvt självständig utbildning som stod under förvaltning av Karolinska Institutet, som också skötte utbildningens teoretiska delar. Detta var den första organiserade, fullständiga utbildningen för tandläkare i Sverige, och den kom till efter att Svenska tandläkaresällskapet i flera decennier hade drivit frågan.
Från 1861 fanns bestämmelser kring tandläkarexamen, som förutsatte att man varit först lärling och sedan medhjälpare hos en tandläkare, samt hade vissa kunskaper i anatomi och genomgått examination inför två läkare och en tandläkare utsedda av Sundhetskollegium. Några förkunskapskrav för att påbörja lärlingsbanan fanns inledningsvis inte, men infördes 1866, och höjdes 1879 till mogenhetsexamen. Svenska tandläkaresällskapet bedrev tillsammans med Stockholms sundhetskollegium en tandpoliklinik med undervisning 1865-1877. En Statens poliklinik inrättades 1885, där viktiga delar av de kunskaper som behövdes för tandläkarexamen kunde inhämtas, dock krävdes även privat praktik och vissa andra kurser (bland annat en privatkurs vid Karolinska Institutet), och examinationen skedde ej i klinikens regi. 1897 kom sedan beslutet att istället inrätta Tandläkareinstitutet, som öppnade sin verksamhet 1898.
1947 blev Tandläkareinstitutet en helt självständig högskola under namnet Tandläkarhögskolan, och 1964 infogades den i Karolinska Institutet.

## Rektorer

### Inspektorer för Tandläkareinstitutet
- (t.f. från 1898) 1900–1909?: Carl Albert Lindström
- 1909–1918?: Carl Sundberg
- 1918–1929: Jules Åkerman
- 1929–1932: Gösta Häggqvist

### Rektorer för Tandläkarhögskolan
- 1947–1962: Gösta Westin
- 1962–1964: Anders Lundström